# 女色狼
《女色狼》（英語：Indecent Woman），1999年上映的香港三级片，本片由李兆基自編自導自演，楊梵、曹查理、林偉健、李兆基主演。本片票房明顯失敗，但此片同時為台灣女艷星楊梵的代表作之一。

## 剧情
楊愛蓮和丈夫曹志豪居於新界，但丈夫常出軌，經常與不同的女人發生關係，但楊愛蓮為人膽小。有一次，她的鄰居見曹志豪在車上和另一名女人在車震，那名鄰居告訴楊愛蓮時，她卻說慣了，完全不敢出一句聲。
在一次，曹志豪和他的生意夥伴文西來家作客，曹志豪偷偷的把春藥撈進了楊愛蓮的湯裏，令楊愛蓮和那名生意夥伴文西發生關係。
楊愛蓮得知那次被曹志豪陷害而令被強暴后失去理性，一怒之下在老公的湯裏加了毒藥，並同時把文西殺死。之后，楊愛蓮愛上了房客梁柏俊，為了得到他，她不惜害死俊的女朋友...

## 演員
| 演員   | 角色   | 粵語配音 | 備註 |
| 楊梵   | 楊愛蓮 |          | 曹太 曹志豪之妻，被其忽略 梁柏俊之包租婆，並暗戀其，在毒死曹志豪正式搶掉他 性格本來膽小，后被曹志豪害至心狠手辣，在每次殺完男人都會把他們的下體切下來並把那些下體塞進出炒蛋裏 后在強暴阿俊時被趕來的警察抓走 |
| 曹查理 | 曹志豪 | 周志輝   | 曹生 楊愛蓮之夫，並忽略其 阿俊之包租公 性格風流，經常搞上不同女人 陷害楊愛蓮令其被文西強暴 后因飲下被楊愛蓮下毒藥的湯而被毒死                                                                                |
| 徐錦江 | 傻福   | 葉振聲   | 郵差 經常偷窺楊愛蓮洗澡 性格好色 |
| 林偉健 | 梁柏俊 | 葉振聲   | 楊愛蓮、曹志豪、楊愛蓮之房客，被楊愛蓮暗戀 后險被楊愛蓮強暴 |
| 顧寧聰 | 警員   | 葉振聲   | 李警官下屬 |
| 待確認 | 文西   | 葉振聲   | 曹志豪之合作夥伴 和曹志豪合作在楊愛蓮的湯裏下藥，令自己和她發生關係 後被楊愛蓮色誘，並被其殺死 |
| 冬怡   |        |          | 梁柏俊之女友，后被楊愛蓮陷害 后自殺身亡 |
| 李兆基 | 李警官 | 周志輝   | 警官 負責楊愛蓮兇殺案的警官 |